# Nicolás Spolli
Nicolás Federico Spolli (ur. 20 lutego 1983 w Rosario) – argentyński piłkarz występujący na pozycji obrońcy we włoskim klubie Genoa CFC. Posiada także obywatelstwo włoskie.

## Kariera klubowa
Nicolás Spolli zawodową karierę rozpoczął w 2005 w klubie ze swojego rodzinnego Rosario – Newell’s Old Boys. W argentyńskiej Primera División zadebiutował 12 lutego podczas zremisowanego 0:0 meczu z Vélez Sársfield. Spolli stał się podstawowym zawodnikiem swojego klubu i łącznie przez 5 sezonów rozegrał dla niego 107 ligowych pojedynków, jednak w tym czasie nie odnosił żadnych sukcesów.
24 lipca 2009 Spolli przeniósł się do włoskiej Catanii Calcio. Z nowym klubem podpisał 4-letnią umowę. W Serie A zadebiutował 30 sierpnia w przegranym 1:2 spotkaniu z Parmą. 6 stycznia 2010 Argentyńczyk strzelił dla sycylijskiego zespołu zwycięską bramkę w wygranym 1:0 pojedynku z Bologną. Od początku sezonu 2009/2010 Spolli był podstawowym zawodnikiem swojej drużyny tworząc duet środkowych obrońców ze swoim rodakiem Matíasem Silvestre.